# Ivan Werner
Ivan Werner (Zagreb, 18. lipnja 1887. – Zagreb, 26. lipnja 1944.), poduzetnik i gradonačelnik Zagreba između 1941. i 1944. Dao je naredbu za rušenje Zagrebačke sinagoge. Na dužnosti gradonačelnika je i umro. 

## Život i karijera
Podrijetlom je iz stare zagrebačke obitelji. Počeo je pohađati gimnaziju, no napustio ju je te izučio mesarski obrt. Usavršavao se u Grazu, a u Beču je bio poslovođa mesarskom veleobrtu s 250 zaposlenih tijekom više od tri godine. Usavršavao se i u Njemačkoj. Godine 1911. vraća se u Zagreb i otvara obrt, prvo smješten na Kaptolu, potom na starom Dolcu, Bakačevoj ulici, a nakon otvaranja nove gradske tržnice Pod zidom 1930. preselio je svoj obrt tamo te ga vodi do kraja 1941. Gradski je zastupnik u Zagrebu od 1923. do 1926. Od sredine 20-ih godina bio je istaknuti gospodarstvenik u vodstvu Zagrebačkog zbora, iz kojega se razvio Zagrebački velesajam. Bio je jedan od utemeljitelja Društva Zagrepčana i njegov potpredsjednik od 1934. do kraja života. Bio je član Hrvatsko-japanskog društva.

## Gradonačelnik Zagreba
Početkom svibnja 1941. Ante Pavelić ga je imenovao zagrebačkim načelnikom kao dobrog poznavatelja Zagreba, posebno njegovih opskrbnih i prehambenih potreba, jer je bio stručnjak za logistiku i prehrambenu industriju. Bio je član Ustaškog pokreta te je najpoznatiji po naredbi rušenja Zagrebačke sinagoge i suradnji s nacistima tijekom holokausta.
Werner se pokazao dobrim organizatorom na svim razinama gradskog poglavarstva. Sanirao je dugove uz pomoć bankovnog stručnjaka, donačelnika Emila Dintera i gradskog senatora i sposobnog financijaša, dr. Zlatka Herkova. Sanaciju dugova je izveo uz pomoć imovine otete židovskim vlasnicima, npr. Mullerove ciglane na Črnomercu, koja je Grad Zagreb tobože otkupio od Ureda za podržavljeni imetak, koji ih je Židovima jednostavno otimao. Potpuno je preustrojio i racionalizirao rad gradskog poglavarstva. Za vrijeme njegova mandata grad je proširio svoje posjede kupnjom nekoliko zemljišta (npr. Kulmerove livade, 280 jutara) koji će se pokazati korisnima za razvoj grada. Izgrađena je nova tramvajska pruga do Dubrave i nova upravna zgrada ZET-a, popravljena cesta Zagreb-Sljeme, a izgrađena je i cesta Zagreb-Žitnjak. Za vrijeme njegova mandata Zagreb u vrijeme najvećih ratnih teškoća nijedan dan nije ostao bez kruha, koji usto nikad nije poskupljivao.[nedostaje izvor]
Tijekom svibnja 1943. uređen je Kvaternikov trg, a tijekom ljeta aktualiziralo se i pitanje uređenja obala rijeke Save, odnosno gradnja novoga nasipa na desnoj obali. Gradnja nasipa omogućila bi "proširenje Zagreba na jug preko Save, na područje Tauferice i Afrike, a za što je na tom mjestu privedeno svrsi oko 25 jutara zemljišta". Pripadnici DRS-a počeli su projektne radove na uređenju Save, koji nisu nikad završeni: zatvaranju rukava Savice dovršenjem nasipa, izgradnju zimske luke istočno od Kruga, izvedbi poprečnog puta Kruge-Borongaj, izgradnji športske luke na Savi kod Trnja, kao i presvođenju potoka Kunišćaka te izvedbi spojnih cesta na sjeveroistočnom dijelu grada. Za zasluge ga je Ante Pavelić odlikovao pravom na zvanje viteza. Umro je na dužnosti gradonačelnika, 1944.
Iako je, kako zapisuje Josip Horvat u knjizi Preživjeti u Zagrebu, imao smisla za komunalna rješenja i organizatorskog duha, uz njegovo su se ime, s obzirom na mesarsko zanimanje, svojevremeno vezivali mnogi masni vicevi.